# Katie Cassidy

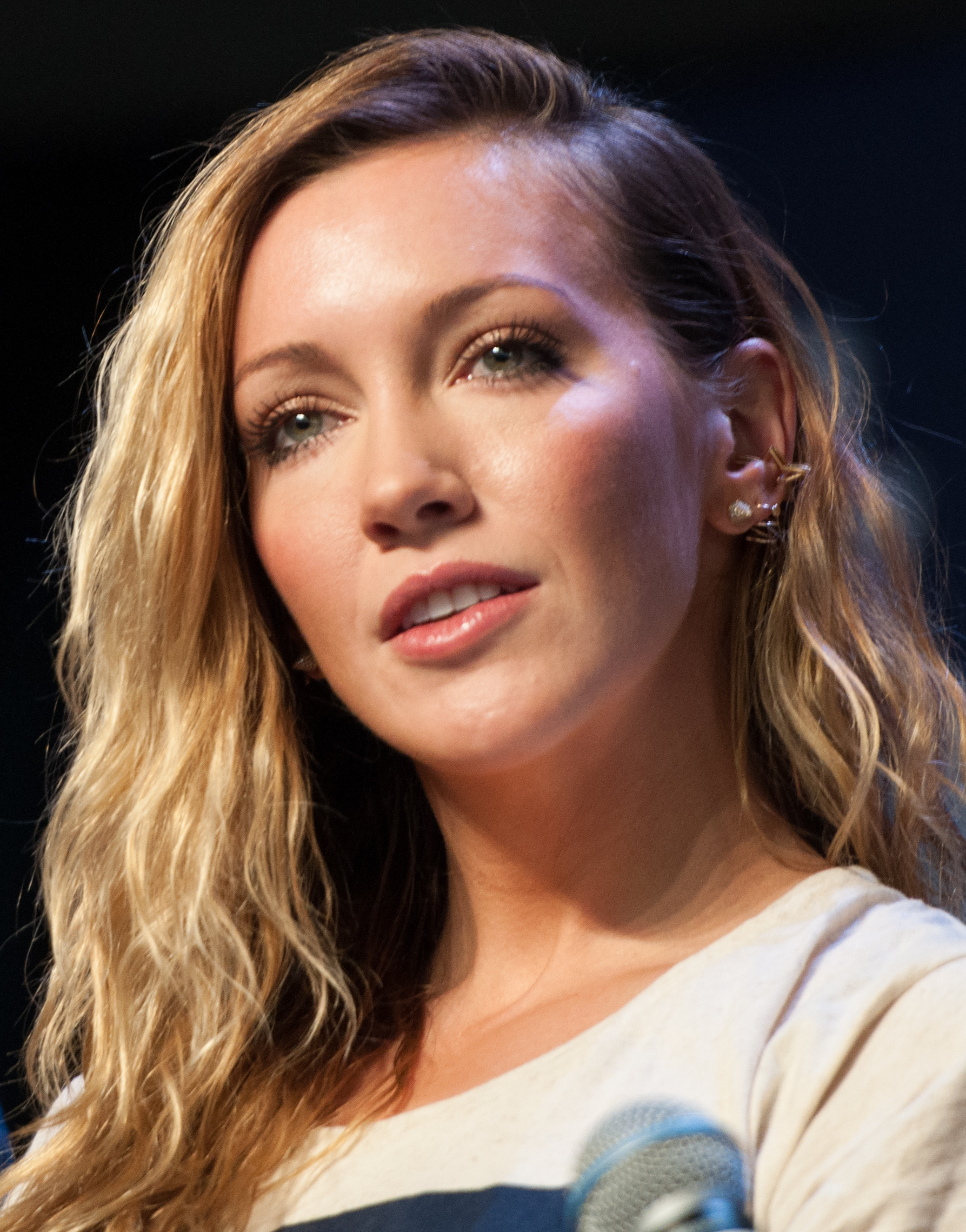
Katie Cassidy (2016)

Katherine Evelyn Anita „Katie“ Cassidy  (* 25. November 1986 in Los Angeles, Kalifornien) ist eine US-amerikanische Schauspielerin und Sängerin.

## Leben und Karriere
Katie Cassidy ist die  Tochter des Sängers David Cassidy und des Fotomodells Sherry Benedon. Sie wuchs in Calabasas, Kalifornien, auf, wo sie die Calabasas High School absolvierte und derzeit lebt. Als Teenager nahm sie Schauspiel-, Gesang- und Tanzunterricht. Sie sang die Coverversion des Songs ihres Vaters I Think I Love You, die von Artemis Records produziert wurde.
Als Schauspielerin trat Cassidy in einigen im Jahr 2005 produzierten Folgen der Fernsehserie Eine himmlische Familie sowie in der erfolgreichen Serie Supernatural an der Seite von Jared Padalecki und Jensen Ackles auf. Sie spielte im Horrorfilm Unbekannter Anrufer (2006) die Rolle der Tiffany, einer Freundin von Jill Johnson, die von Camilla Belle verkörpert wurde. In der Komödie Klick (2006) war sie an der Seite von Adam Sandler, Kate Beckinsale und Christopher Walken zu sehen. In Walk the Talk spielte sie neben Illeana Douglas eine der größeren Rollen und übernahm in der Komödie You Are Here eine der Hauptrollen. Seit 2006 hat sie sich in der Opferrolle im Horrorfilmbereich etabliert, so spielte Cassidy in den Remakes Black Christmas, A Nightmare on Elm Street und The Scribbler mit.
Im 2009er-Spin-off von Melrose Place hatte Cassidy die Hauptrolle der Ella Simms. Die Serie wurde nach einer Staffel eingestellt. In der vierten Staffel der Serie Gossip Girl war Cassidy 2010 mit einer wiederkehrenden Gastrolle als Juliet Sharp, in die sich Nate Archibald (Chace Crawford) verliebt, zu sehen. Im selben Jahr war sie noch in den Filmen A Nightmare on Elm Street und Fencewalker zu sehen. 2011 spielte sie neben Selena Gomez und Leighton Meester in Plötzlich Star mit und hatte einen Gastauftritt in der Fox-Serie New Girl.
Mitte Februar 2012 erhielt sie die weibliche Hauptrolle der Laurel Lance in der The-CW-Actionserie Arrow, die von 2012 bis 2020 auf dem Sender ausgestrahlt wurde. In dieser Rolle war sie auch in den Ableger-Serien aus dem Arrowverse The Flash und Legends of Tomorrow zu sehen.

## Filmografie (Auswahl)

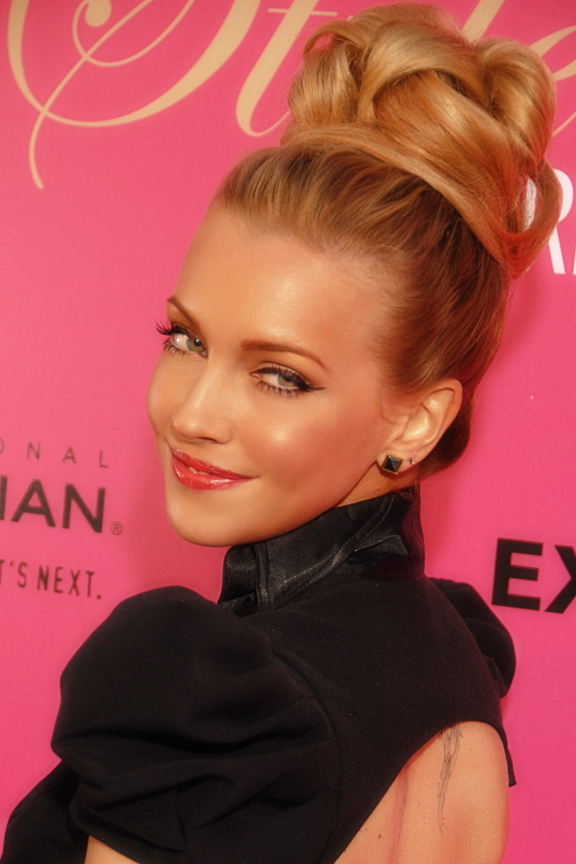
Katie Cassidy in Beverly Hills (2009)

- 2003: The Division (Fernsehserie, 1 Folge)
- 2005: Listen Up! (Fernsehserie, 1 Folge)
- 2005: Eine himmlische Familie (7th Heaven, Fernsehserie, 4 Folgen)
- 2005: Sex, Love & Secrets (Fernsehserie, 2 Folgen)
- 2005: The Lost
- 2006: Unbekannter Anrufer (When a Stranger Calls)
- 2006: Klick (Click)
- 2006: Black Christmas
- 2007: Walk The Talk
- 2007: You Are Here
- 2007: Live!
- 2007–2008: Supernatural (Fernsehserie, 6 Folgen)
- 2008: 96 Hours (Taken)
- 2009: Harper’s Island (Fernsehserie, 13 Folgen)
- 2009–2010: Melrose Place (Fernsehserie, 18 Folgen)
- 2010, 2012: Gossip Girl (Fernsehserie, 11 Folgen)
- 2010: A Nightmare on Elm Street
- 2010: Fencewalker
- 2011: Plötzlich Star (Monte Carlo)
- 2011: New Girl (Fernsehserie, Folge 1x03)
- 2012–2020: Arrow (Fernsehserie, 127 Folgen)
- 2013: Kill for Me – Düsteres Geheimnis (Kill for Me)
- 2014: The Scribbler – Unzip Your Head (The Scribbler)
- 2015–2016, 2018: The Flash (Fernsehserie, 3 Folgen)
- 2016: Wolves at the Door
- 2016–2017: Legends of Tomorrow (Fernsehserie, 2 Folgen)
- 2017: Hidden Agenda (Computerspiel)
- 2018: Cover Versions
- 2018: Grace
- 2021: I Love Us
- 2022: Agent Game
- 2023: A Royal Christmas Crush (Fernsehfilm)
- 2023: Bunker